# Strangers on a Train (film)
Strangers on a Train is een Amerikaanse film uit 1951 van regisseur Alfred Hitchcock. Het verhaal is gebaseerd op het gelijknamige boek van Patricia Highsmith. De hoofdrollen worden vertolkt door Farley Granger, Robert Walker en Ruth Roman.
De film staat 32e in de lijst AFI's 100 Years... 100 Thrills.

## Verhaal

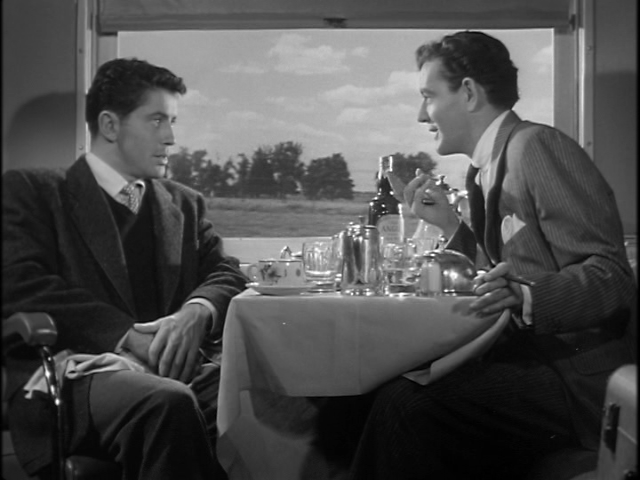
Bruno en Guy in de trein

Guy Haines, een professionele tennisspeler, ontmoet op een treinrit Bruno Anthony. Bruno herkent Guy en weet via de roddelpers dat hij verliefd is op de bekende Anne Morton. Hij weet ook dat Guy getrouwd is met Miriam en dat hij zijn echtgenote liever kwijt dan rijk is. Daarom stelt Bruno een 'ruilmoord' voor, volgens hem de perfecte moord. Als hij Miriam vermoordt, zal niemand hem verdenken want hij heeft geen motief. Niemand zal ooit te weten komen dat hij op de trein een gesprek had met haar echtgenoot Guy Haines. In ruil wil hij dat Guy zijn vader vermoordt. Guy denkt dat Bruno niets van zijn plan meent, maar doordat hij niet weigert is Bruno in de waan dat hij heeft toegestemd.
Bruno volgt Miriam en ziet hoe ze op de kermis met een bootje naar een afgelegen plekje vaart. Daar wurgt Bruno haar en laat hij de aansteker van Guy vallen. Guy was zijn aansteker op de trein vergeten en Bruno had besloten hem daarom bij zich te houden. Op de aansteker staan de initialen van zowel Guy als Anne Morton.
Bruno vertelt Guy persoonlijk dat hij Miriam vermoord heeft. Hij verwacht dan ook gauw dat Guy hetzelfde zal doen voor hem. Guy beseft nu dat Bruno een gek is en dat hij naar de politie moet stappen. Helaas kan hij dat niet, want dan zou Bruno vertellen dat hij het heeft gedaan in opdracht van Guy.
Guy zoekt troost bij Anne en haar familie. Bruno achtervolgt hem en weigert op te geven. Daarom besluit Guy het te doen, hij is bereid Bruno's vader te vermoorden. Wanneer hij in het huis van Bruno binnen breekt, sluipt hij naar de slaapkamer van de man. Hij wil hem waarschuwen. Helaas ligt niet de vader maar Bruno zelf in het bed. Nu weet Bruno dus dat hij niet kan rekenen op "zijn vriend".
Als wraak is hij van plan de aansteker op de plaats van de moord te leggen. Zo zal de politie Guy (nog meer) verdenken. Het wordt een nek-aan-nekrace tussen Guy en Bruno om de plaats van de moord te bereiken. De climax is een dodelijke confrontatie op de kermis, waar de twee elkaar in een op hol geslagen draaimolen te lijf gaan.

## Rolverdeling
| Acteur             | Personage                      |
| ------------------ | ------------------------------ |
| Farley Granger     | Guy Haines                     |
| Ruth Roman         | Anne Morton                    |
| Robert Walker      | Bruno Anthony                  |
| Leo G. Carroll     | Senator Morton                 |
| Patricia Hitchcock | Barbara Morton                 |
| Laura Elliott      | Miriam Joyce Haines            |
| Marion Lorne       | Mrs. Anthony                   |
| Jonathan Hale      | Mr. Anthony                    |
| Norma Varden       | Mrs. Cunningham                |
| John Brown         | Professor Collins              |
| Robert Gist        | Detective Hennessey            |
| Georges Renavent   | Monsieur Darville (uncredited) |

Hitchcock heeft 10 minuten na aanvang van de film een cameo, als een man die met een contrabas in de hand in de trein stapt.

## Achtergrond

### Voorproductie
Hitchcock kon de rechten op Highsmiths roman kopen voor het relatief lage bedrag van 75000 dollar, aangezien het haar eerste roman was. Highsmith was nogal geïrriteerd toen ze later ontdekte aan wie zij de rechten voor zo'n klein bedrag had verkocht. Het daadwerkelijk produceren van de film bracht echter nog een aantal problemen met zich mee. Schrijver Whitfield Cook schreef voor Hitchcock een eerste bewerking van het boek. Hierin bracht hij al enkele wijzigingen aan bij de personages, met name Bruno (die van een brute alcoholist werd veranderd in een charmante schurk die gedomineerd wordt door zijn moeder). Met dit eerste scenario op zak ging Hitchcock op zoek naar een scriptschrijver. Hitchcock wilde het liefst een bekende schrijver in de hoop dat dit de film goed zou doen. De eerste acht schrijvers wezen hem echter af, waaronder John Steinbeck en Thornton Wilder.
Hitchcock benaderde uiteindelijk Raymond Chandler, die reeds een Oscarnominatie had gekregen voor zijn script Double Indemnity. Hitchcock stelde een samenwerking voor tussen Chandler en Billy Wilder. Chandler nam de opdracht aan, ondanks dat hij zich niet echt kon vinden in het verhaal. Hij bleek in de praktijk lastig met Hitchcock te kunnen samenwerken. Vooral de besprekingen onderling verliepen moeizaam. Chandler voltooide een eerste script alvorens Hitchcock besloot hun samenwerking te beëindigen.
Hitchcock benaderde vervolgens Ben Hecht, maar die was niet beschikbaar. Hij bood Hitchcock daarom aan zijn assistent, Czenzi Ormonde, aan het script te laten werken. Met nog maar drie weken te gaan voordat de eerste opnames moesten beginnen, begon Ormonde samen met producer Barbara Keon het script te herschrijven. Van Chandlers originele script bleef weinig meer over. Warner Bros. stond er echter op dat Chandlers naam toch op de aftiteling vermeld bleef.
Hitchcock besefte reeds vroeg dat het camerawerk een cruciaal onderdeel zou worden voor het scheppen van de juiste atmosfeer in de film. Hitchcock benaderde hiervoor Robert Burks, wat het begin was van een 14 jaar durende samenwerking tussen de twee.

### Veranderingen ten opzichte van de roman
De film speelt zich af op een andere locatie dan het boek, namelijk tussen Washington en New York in plaats van in Florida en het zuidwesten van de Verenigde Staten.
Het personage Bruno Anthony uit de film is losjes gebaseerd op het personage Charles Anthony Bruno uit het boek, maar heeft duidelijk een heel andere persoonlijkheid. Guy Haines is in het boek geen tennisspeler maar een architect.

### Productie

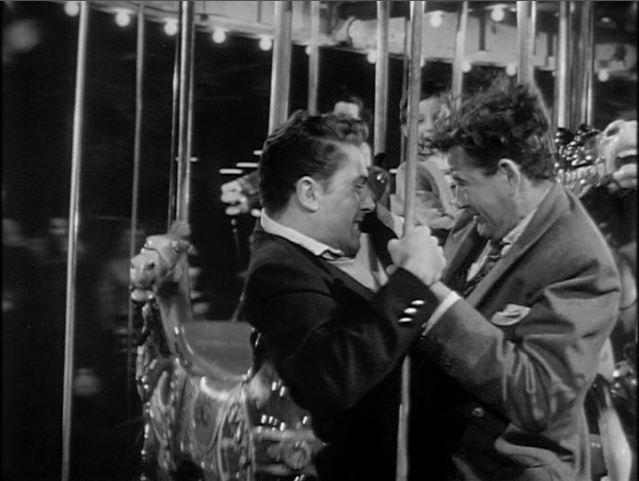
Guy en Bruno vechten op een op hol geslagen draaimolen.

Hitchcock was in de zomermaanden al naar de Davis Cup gegaan om wat achtergrondbeeldmateriaal te filmen. De buitenopnames van de film vonden vooral plaats aan zowel de oost- als westkust van de Verenigde Staten.
Op 17 oktober 1950 vertrokken Hitchcock en zijn team naar de oostkust. Hier werd gedurende zes dagen gefilmd op Penn Station in New York, het treinstation van Danbury, en locaties in en rond Washington. Aan het eind van de maand keerde het team terug naar Californië. Hier liet Hitchcock op de ranch van regisseur Rowland Lee een attractiepark nabouwen voor de volgende opnames.
Het merendeel van de opnames vond in de studio's van Warner Bros. plaats.
Hitchcock besteedde veel tijd aan details. Hij ontwierp zelf Bruno’s kenmerkende das. De film staat vooral bekend om het gevecht tussen Guy en Bruno in een op hol geslagen draaimolen. De explosie die volgt, en de draaimolen bijna geheel vernielt, werd gefilmd met een combinatie van schaalmodellen en achtergrondprojectie, gecombineerd met close-upbeelden. In de scène moet een medewerker van de kermis onder de molen kruipen in een poging deze te stoppen. Hiervoor zijn geen trucages gebruikt; de acteur in kwestie kroop echt onder de wild ronddraaiende molen. Hitchcock zelf vond deze scène persoonlijk een van de engste scènes ooit om te filmen, omdat er een groot risico was op verwondingen.
De opnames werden net voor Kerstmis afgerond. De muziek van de film werd gecomponeerd door Dimitri Tiomkin.

### Thema's
De film zit vol visuele verwijzingen en metaforen naar thema’s als verraad. Ook het thema “twee” of “dubbelgangers” speelt een belangrijke rol in de film. Guy en Bruno zijn deels dubbelgangers van elkaar, maar qua karakter zijn ze tegenpolen.

### Uitgave en ontvangst
Bij uitgave in 1951 kreeg Strangers on a Train gemengde reacties. Variety vond de film goed. Bosley Crowther van The New York Times omschreef de film echter als “het zoveelste moordverhaal waarvan Hitchcock hoopt dat het aan zal slaan”. Leslie Halliwell nam in zijn beoordeling min of meer een neutraal standpunt in daar hij zowel goede als slechte kanten aan de film zag.
In latere jaren kreeg de film betere beoordelingen. Op Rotten Tomatoes scoort de film 97% aan goede beoordelingen. Roger Ebert noemde Strangers on a Train een van de beste vijf films van Hitchcock.

### Bewerkingen
Van de film werd voor de officiële première een voorlopige versie uitgebracht, die ondanks dat hij nooit in het Verenigd Koninkrijk is vertoond bekendstaat als de “Britse versie” van de film. Deze versie bevat enkele scènes die in de officiële versie zijn verwijderd.
Lux Radio Theater maakte tweemaal een hoorspel van de film. Deze werden uitgezonden op 3 december 1951 en op 12 april 1954.

## Prijzen en nominaties
- Robert Burks werd in 1952 voor zijn cinematografie van Strangers on a Train genomineerd voor een Academy Award voor Best Cinematography, Black-and-White.
- Datzelfde jaar werd Hitchcock voor de film genomineerd voor een DGA Award in de categorie Outstanding Directorial Achievement in Motion Pictures.